# Corupá
Corupá est une ville brésilienne du nord de l'État de  Santa Catarina.

## Généralités
La municipalité est considérée comme la capitale locale de la banane, des plantes ornementales et des orchidées.

## Origine du nom
Corupá est un nom d'origine indigène signifiant « lieu avec de nombreuses pierres ».

## Géographie
Corupá se situe par 26° 25′ 31″ de latitude sud et par 49° 14′ 35″ de longitude ouest, à une altitude de 75 mètres. Sa population était de 13 852 habitants au recensement de 2010. La municipalité s'étend sur 405 km2.
Elle fait partie de la microrégion de Joinville, dans la mésorégion Nord de Santa Catarina.

## Histoire
Corupá fut fondée le 7 juillet 1897 par Otto Hillbrecht et son fils Otto Hillbrecht Filho, qui achetèrent les lots de terre no 06 et 07 pour 259$ et 456$ réis. Ils furent les premiers à consigner par écrit leur arrivée à Hansa Humboldt, le nom de la localité à l'époque.
Le nom de Hansa Humboldt fut choisi en hommage au naturaliste allemand Alexander von Humboldt et à la Société hanséatique de colonisation, dirigée par Karl Fabri et qui avait passé un contrat avec le gouvernement de Santa Catarina pour la colonisation de l'État. Corupá fut peuplée par des immigrants autrichiens, suisses et, surtout, allemands.
En 1908, Hansa Humboldt devient district de Joinville. Le 1er janvier 1944, le nom de Hansa Humboldt change pour devenir Corupá. En effet, durant la Seconde Guerre mondiale, les immigrants et descendants de colons allemands furent quelque peu pourchassés à travers le Brésil. La langue allemande fut alors interdite. Corupá s'émancipa de Joinville le 25 juillet 1958.

## Villes voisines
Corupá est voisine des municipalités (municípios) suivantes :
- Rio Negrinho
- São Bento do Sul
- Jaraguá do Sul
- Rio dos Cedros